# Bambole russe
Bambole russe (Les Poupées russes) è un film del 2005 diretto da Cédric Klapisch, una co-produzione franco-britannica.
È una commedia romantica e fa da seguito a L'appartamento spagnolo del 2002. Il film è ambientato a Parigi, Londra, San Pietroburgo e per alcune scene a Mosca.
Il film è completamente incentrato sui problemi sentimentali di Xavier e dei suoi amici che s'interrogano continuamente sul perché nessuno di loro abbia ancora trovato l'anima gemella ma interrompono tutte le loro nuove relazioni per paura che possano impedire una migliore occasione. I personaggi hanno tutti perso, almeno in parte, l'innocenza del primo film e si trovano ad affrontare con fatica le difficoltà della vita da adulti. Solo William, il giovane inglese fratello di Wendy, ha preso la sua decisione e ha invitato tutto l'antico gruppo a riunirsi a San Pietroburgo in occasione del suo matrimonio.

## Trama
L'appartamento spagnolo si era concluso con Xavier che finalmente diventava uno scrittore abbandonando il suo misero posto d'ufficio. La storia continua con il protagonista ancora alla ricerca della donna perfetta, cinque anni dopo che tutti i compagni dell'Erasmus hanno preso le loro strade. Nel frattempo lui e Martine si sono lasciati e lei ha avuto un figlio. Per motivi economici Xavier diventa uno scrittore di romanzi rosa di basso livello e lavora come ghostwriter per celebrità che non sanno scrivere le proprie biografie. Incontra per lavoro una sua amica conosciuta in Spagna, Wendy, anche lei scrittrice, mentre, come ghostwriter, deve scrivere la biografia di una certa Celia, una modella. Xavier è combattuto tra l'amore delle due e solo nel finale, al matrimonio di William, riuscirà a prendere la sua decisione.

## Sequel
Il film ha un sequel, Rompicapo a New York, uscito nelle sale italiane il 12 giugno 2014.

## Riconoscimenti
- Premi César 2006: migliore attrice non protagonista (Cécile de France)